# Chuck Findley
Pour les articles homonymes, voir Findley.
Chuck Findley - Charles B. Findley - (né le 13 décembre 1947 à Johnstown, Pennsylvanie, États-Unis ) est un jazzman américain. Principalement trompettiste il joue également du bugle et du trombone.
Musicien de studio il a joué avec James Last, Lee Ritenour, Jackson Browne, George Benson, George Harrison, Elton John, Carole King, B.B. King, Rickie Lee Jones, Joni Mitchell, The Rolling Stones, Dionne Warwick, Tom Waits, Randy Newman, Tina Turner, Al Jarreau, Sarah Vaughan, Buddy Rich et Miles Davis.
C'est le frère de Bob Findley, également trompettiste.

## Discographie

### avec Al Jarreau
- 1980: This Time
- 1981: Breakin' Away

### avec B.B. King
- 1971: B.B. King in London

### avec Carole King
- 1974: Wrap Around Joy

### avec Steely Dan
- 1976: The Royal Scam
- 1977: Aja
- 1980: Gaucho

### avec Miles Davis
- 1990: Dingo